# Bbno$
Alexander Leon Gumuchian, mer känd som bbno$, född den 30 juni 1995 i Vancouver, Kanada är en kanadensisk rappare, sångare och låtskrivare. Hans mest kända låt är Lalala, som släpptes 2019 med skrivproducenten och låtskrivaren Y2K.